# أ. ن. ر. روبنسون
آرثر نابليون ريموند روبنسون (بالإنجليزية: A. N. R. Robinson)‏ (و. 1926 – 2014 م) هو سياسي، ومحام من ترينيداد وتوباغو ولد في توباغو.

## التعليم
تعلم في جامعة لندن.

## روابط خارجية
- أ. ن. ر. روبنسون على موقع الموسوعة البريطانية (الإنجليزية)
- أ. ن. ر. روبنسون على موقع مونزينجر (الألمانية)